# Station Ruja
Station Ruja is een voormalig spoorwegstation in de Poolse plaats Ruja (tot 1945 Royn) in Neder-Silezië. Het lag aan de voormalige smalspoor spoorlijn 315, die van het dorp Malczyce (Maltsch) naar het stadje Jawor (Jauer) liep. Het werd in 1902 geopend en had een enkelzijdig perron.
In 1944 stopte er nog twee keer per dag een trein 